# Cigaritis allardi
Cigaritis allardi är en fjärilsart som beskrevs av Charles Oberthür 1909. Cigaritis allardi ingår i släktet Cigaritis och familjen juvelvingar. Inga underarter finns listade i Catalogue of Life.